# Cimetière militaire britannique d'Aulnoy-lez-Valenciennes
Le Cimetière militaire britannique 
d'Aulnoy-lez-Valenciennes (Aulnoy Communal Cemetery) » est un cimetière militaire  de la Première Guerre mondiale situé sur le territoire de la commune d'Aulnoy-lez-Valenciennes, Nord. 

## Localisation
Ce cimetière est situé au sud-est de la ville, dans le cimetière communal Avenue de la Libération.

## Historique
Occupée dès la fin août 1914 par les troupes allemandes, la ville d'Aulnoy-lez-Valenciennes  est restée  loin du front jusqu'au derniers jours d'octobre 1918, date à laquelle elle a été reprise par les troupes canadiennes et britanniques  après de violents affrontements . Ce cimetière a été créé à cette date pour inhumer les soldats tombés lors des combats, le 1er novembre 1918 pour la plupart.

## Caractéristique
Le cimetière contient 152 sépultures de soldats  de la Première Guerre mondiale dont quelques-uns sont non identifiés.

## Sépultures
| Pays        | Sépultures |
| ----------- | ---------- |
| Royaume-Uni | 31         |
| Canada      | 121        |
| Total       | 152        |

### Liens Externes
http://www.inmemories.com/Cemeteries/aulnoy.htm